# Torgelower See
Der Torgelower See liegt im Landkreis Mecklenburgische Seenplatte in Mecklenburg-Vorpommern (Deutschland) und befindet sich am Übergang der hügeligen Endmoränenlandschaft in eine flachere Grundmoränenlandschaft. Die Ostpeene durchfließt den See von Süden nach Norden. Der Bach Gorbäck mündet bei Torgelow in das Gewässer. Das Gelände südwestlich des Sees erreicht Höhen von fast 90 Metern über NHN, also etwa 50 Meter über dem Wasserspiegel des Sees.
Im Westen des Sees liegt der namensgebende Ort Torgelow am See. Hier befindet sich am Seeufer auch das Internatsgymnasium Schloss Torgelow mit Parkanlage und Terrasse über dem See. Im Norden liegt unweit des Ufers Groß Gievitz und im Osten die kleine Siedlung Minenhof. Der See hat eine Länge von rund 3,1 Kilometern und eine Breite von 1,6 Kilometern. Mit seiner ovalen Form ist der See wenig gegliedert. Im Nordteil liegen die Liebesinsel sowie eine weitere kleine Insel. Beide sind mit Laubwald bewachsen.
Der See ist Bestandteil des Landschaftsschutzgebiets Torgelower See. Geschützt wird hier vor allem die eiszeitlich geprägte Landschaft um den Torgelower See, welche parkartig mit alten Eichen und Buchen durchsetzt ist.